# Teitelbaum Jekuziel Jehuda
Teitelbaum Jekuziel Jehuda, Jekusiel Jehuda Teitelbaum (Zalman Lieb), (Máramarossziget, 1908, 1911 vagy 1912 – auschwitzi koncentrációs tábor, 1944. május 18.) máramarosszigeti rabbi, a haszid Teitelbaum rabbidinasztia tagja.

## Élete
Teitelbaum Chaim fia. Gyermek volt, amikor édesapja 1926-ban elhunyt. Édesanyja ragaszkodott hozzá, hogy őt, és ne nagybátyját, Teitelbaum Joelt válasszák meg Máramarossziget új rabbijának (nagybátyja később Szatmárnémeti rabbija lett).
Teitelbaum Jekuziel Jehuda 1940-ben, Erdély visszacsatolásakor Magyarországra költözött, 1944-ben 33 éves korában a holokauszt idején vesztette életét. 
Fivére volt Teitelbaum Mózes, aki Amerikába költözött, és ott Máramarossziget névleges, nagybátyja halála után Szatmárnémeti névleges rabbijaként működött.

## Fordítás
- Ez a szócikk részben vagy egészben  a   Yekusiel Yehuda Teitelbaum (II) című angol Wikipédia-szócikk fordításán alapul.  Az eredeti cikk szerkesztőit annak laptörténete sorolja fel. Ez a jelzés csupán a megfogalmazás eredetét és a szerzői jogokat jelzi, nem szolgál a cikkben szereplő információk forrásmegjelöléseként.